# Herz-Jesu-Kirche (Singen)

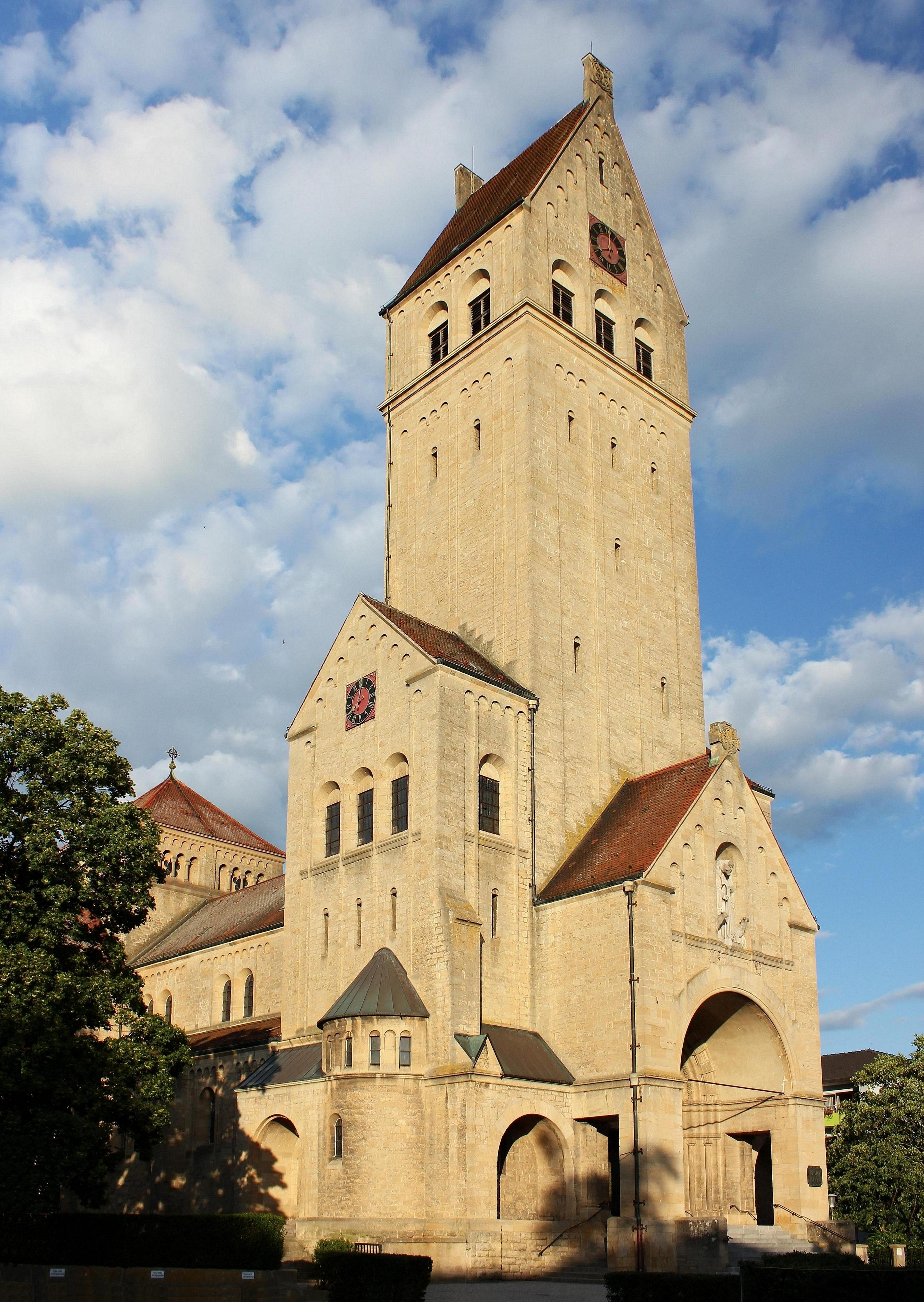
Herz-Jesu-Kirche, Singen (Hohentwiel)

Die Herz-Jesu-Kirche ist ein römisch-katholisches Kirchengebäude in Singen (Hohentwiel). Die Kirche gehört zur Seelsorgeeinheit Singen im Dekanat Hegau der Erzdiözese Freiburg.

## Geschichte
Nachdem Singen im Jahre 1899 das Stadtrecht erhalten hatte und in den Folgejahren mehrere städtische Bauten errichtet wurden, begannen die Planungen für einen großen Kirchbau.
Die Pläne für die Herz-Jesu-Kirche stammen im Grundsatz von der Planung einer neo-romanischen Kirche in Freiburg, Stadtteil Herdern. Das von Bauinspektor Raimund Jeblinger dort geplante Gebäude ließ sich nicht realisieren und kam dann, unter geringfügigen Modifizierungen, in Singen zur Ausführung. Der Grundstein wurde 1909 gelegt. Fertiggestellt und geweiht wurde die Kirche am 24. September 1911.
Die Kirche war zunächst Filialkirche der Pfarrgemeinde Peter und Paul. Sie wurde 1921 Kirchengebäude der neu entstandenen Kuratie Herz-Jesu und 1934 Pfarrkirche der neu errichteten Pfarrei Herz-Jesu.
Bei einem Bombenangriff am Ende des Zweiten Weltkrieges wurden die Kirchenfenster auf der Südseite der Kirche zerstört und das Dach abgedeckt.
Die Kirche wurde auch durch zwei Erdbeben in Mitleidenschaft gezogen. Das erste ereignete sich vor ihrer Weihe im Juli 1911. Das zweite im Jahr 1969 schädigte den Hauptaltar so stark, dass er abgebaut wurde.

## Architektur und Ausstattung

### Bauform
Die Herz-Jesu-Kirche ist eine dreischiffige, kreuzförmige Basilika mit Rundapsis im Osten. Den mehrgliedrigen Westbau dominiert der hohe quadratische Glockenturm mit Satteldach. Über der Vierung steht ein massiger quadratischer Vierungsturm mit Zeltdach.

### Ausmalung
Die Herz-Jesu-Kirche war zunächst reichhaltig ausgemalt. Diese ursprüngliche Ausmalung wurde bei der Renovierung der Kirche 1958 weitgehend entfernt. Reste sind in der Vierung und bei den Seitenaltären, dem Marien- und Josefsaltar, zu sehen.

### Orgeln
Aufgrund fehlenden Geldes konnte die größte Kirche Singens erst 1925 mit einer Orgel ausgestattet werden, welche von der bekannten Überlinger Orgelbaufirma Schwarz gebaut wurde. Da dieses Instrument allerdings mit der Zeit schadhaft wurde, wurde in den Jahren 1986 bis 1988 von der Firma Weimbs Orgelbau eine neue Orgel mit 34 Registern auf drei Manualen und Pedal errichtet. Diese Orgel wurde in den 1990er Jahren in den heutigen Zustand umgebaut. Während der großen Renovation der Kirche im Jahr 2009 wurde die komplette Orgel gereinigt. Das Bombardewerk ist schwellbar und hat einen höheren Winddruck als die anderen Werke. Die Spiel- und Registertraktur ist mechanisch.
| I Hauptwerk C–g3 |             |        |
| 01.              | Bordun      | 16′    |
| 02.              | Prinzipal   | 08′    |
| 03.              | Gamba       | 08′    |
| 04.              | Rohrflöte   | 08′    |
| 05.              | Oktav       | 04′    |
| 06.              | Hohlflöte   | 04′    |
| 07.              | Quinte      | 02 ⁄3′ |
| 08.              | Oktav       | 02′    |
| 09.              | Mixtur IV 0 |        |
| 10.              | Trompete    | 08′    |
|                  | Tremulant   |        |

| II Schwellwerk C–g3 |                |        |
| 11.                 | Prinzipal      | 8′     |
| 12.                 | Gedeckt        | 8′     |
| 13.                 | Viola          | 8′     |
| 14.                 | Voix céleste 0 | 8′     |
| 15.                 | Oktave         | 4′     |
| 16.                 | Traversflöte   | 4′     |
| 17.                 | Nasard         | 2 ⁄3′  |
| 18.                 | Flautino       | 2′     |
| 19.                 | Terz           | 1 3⁄5′ |
| 20.                 | Mixtur V       |        |
| 21.                 | Trompete       | 8′     |
| 22.                 | Oboe           | 8′     |
| 23.                 | Krummhorn      | 8′     |
|                     | Tremulant      |        |

| III Bombardwerk C–g3 |              |     |
| 24.                  | Konzertflöte | 08′ |
| 25.                  | Cornett V    | 08′ |
| 26.                  | Fagott       | 16′ |
| 27.                  | Trompete     | 08′ |

| Pedalwerk C–f1 |           |         |
| 28.            | Principal | 16′     |
| 29.            | Subbass   | 16′     |
| 30.            | Quinte    | 10 2⁄3′ |
| 31.            | Flötbass  | 08′     |
| 32.            | Oktav     | 04′     |
| 33.            | Posaune 0 | 16′     |
| 34.            | Trompete  | 08′     |

- Koppeln: II/I, III/I, III/II, I/P, II/P, III/P

Im Chorraum der Kirche steht eine kleine, ebenfalls von Weimbs Orgelbau gebaute Chororgel mit neun Registern auf zwei Manualen und Pedal mit mechanischen Trakturen.
| Manual I C–g3 |       |
| Principal     | 8′    |
| Spitzflöte    | 8′    |
| Octave        | 4′    |
| Quinte        | 2 ⁄3′ |
| Superoctave   | 2′    |
| Mixtur II     | 1 ⁄3′ |

| Manual II C–g3 |    |
| Holzgedeckt    | 8′ |
| Rohrflöte      | 4′ |

| Pedalwerk C–f1 |     |
| Subbass        | 16′ |

- Koppeln: II/I, I/P, II/P als Pistons

### Glocken
Im Turm der Herz-Jesu-Kirche hängt ein sechsstimmiges Glockengeläut aus Sonderbronze, das im Jahre 1949 von dem Glockengießer Albert Junker (Brilon) gegossen wurde. Die Glocken haben folgende Daten:
| Glocke | Name              | Durchmesser | Gewicht | Schlagton |
| ------ | ----------------- | ----------- | ------- | --------- |
| 1      | Herz-Jesu-Glocke  | 1645 mm     | 2630 kg | h°+7      |
| 2      | Josefsglocke      | 1405 mm     | 1550 kg | d’+9      |
| 3      | Marienglocke      | 1245 mm     | 1130 kg | e’+7      |
| 4      | Michaelsglocke    | 1105 mm     | 0755 kg | fis’+8    |
| 5      | Schutzengelglocke | 0945 mm     | 0480 kg | a’+7      |
| 6      | Agnesglöcklein    | 0840 mm     | 0320 kg | h’+10     |